# 耶律撒剌
耶律撒剌（?—?），为契丹（遼朝）皇族，辽世宗耶律阮的第三女。
耶律撒剌下嫁萧斡里，未封公主而卒。姐姐耶律和古典嫁给萧啜里，耶律观音下嫁萧夏剌。

## 传記資料
- 《遼史》公主表